# Pristomerus atriceps
Pristomerus atriceps är en stekelart som först beskrevs av Szepligeti 1905.  Pristomerus atriceps ingår i släktet Pristomerus och familjen brokparasitsteklar. Inga underarter finns listade i Catalogue of Life.